# Saleux
Saleux ist eine nordfranzösische Gemeinde mit 2767 Einwohnern (Stand 1. Januar 2022) im Département Somme in der Region Hauts-de-France. Die Gemeinde liegt im Arrondissement Amiens, ist Mitglied des Gemeindeverbands Amiens Métropole und gehört zum Kanton Amiens-7. Die Bewohner werden Saleusiens und Saleusiennes genannt.
Die Gemeinde erhielt 2023 die Auszeichnung „Eine Blume“, die vom Conseil national des villes et villages fleuris (CNVVF) im Rahmen des jährlichen Wettbewerbs der blumengeschmückten Städte und Dörfer verliehen wird.

## Geographie
Die Gemeinde im Amiénois etwa 5,5 Kilometer südwestlich von Amiens liegt überwiegend am linken (westlichen) Ufer der Selle; das Gemeindegebiet erstreckt sich über den Westast der Autoroute A29 hinaus, die Autoroute A16 (mit einer Anschlussstelle) bis zum Ostast der Autoroute A29; die Mautstelle Péage de Dury liegt auf dem Gebiet von Saleux. Zwischen Amiens und Saleux schiebt sich die Gemeinde Salouël. Auch die Bahnstrecke Amiens – Rouen verläuft durch die Gemeinde; sie besitzt dort einen Bahnhof.
Umgeben wird Saleux von den sieben Nachbargemeinden:
| Ferrières        | Pont-de-Metz Salouël                        |      |
| Guignemicourt    | Kompassrose, die auf Nachbargemeinden zeigt | Dury |
| Clairy-Saulchoix | Vers-sur-Selle                              |      |

## Toponymie und Geschichte
Der Name der Gemeinde wird auf das sie durchfließende Gewässer, die Selle zurückgeführt.
In Saleux lag ein gallo-römischer Friedhof. Die ländliche Gemeinde verwandelte sich gegen 1830 in einen Industrievorort von Amiens.
| 1962 | 1968 | 1975 | 1982 | 1990 | 1999 | 2006 | 2013 | 2020 |
| ---- | ---- | ---- | ---- | ---- | ---- | ---- | ---- | ---- |
| 1289 | 1429 | 1856 | 2069 | 2488 | 2493 | 2390 | 2681 | 2787 |

## Verwaltung
Bürgermeisterin (maire) ist seit 2020 Isabelle Rambour.

## Gemeindepartnerschaft
- Mögglingen, Baden-Württemberg, Deutschland

## Sehenswürdigkeiten
- Neugotische Pfarrkirche Saint-Fuscien von Victor Louis Delefortrie und anderen aus dem dritten Viertel des 19. Jahrhunderts
- Ehemalige Spinnerei Cosserat, im ausgehenden 19. Jahrhundert errichtet, seit 2021 in Teilen als Monument historique eingeschrieben
- Ehemalige Spinnerei Poiret-Trépagne aus dem 19. Jahrhundert

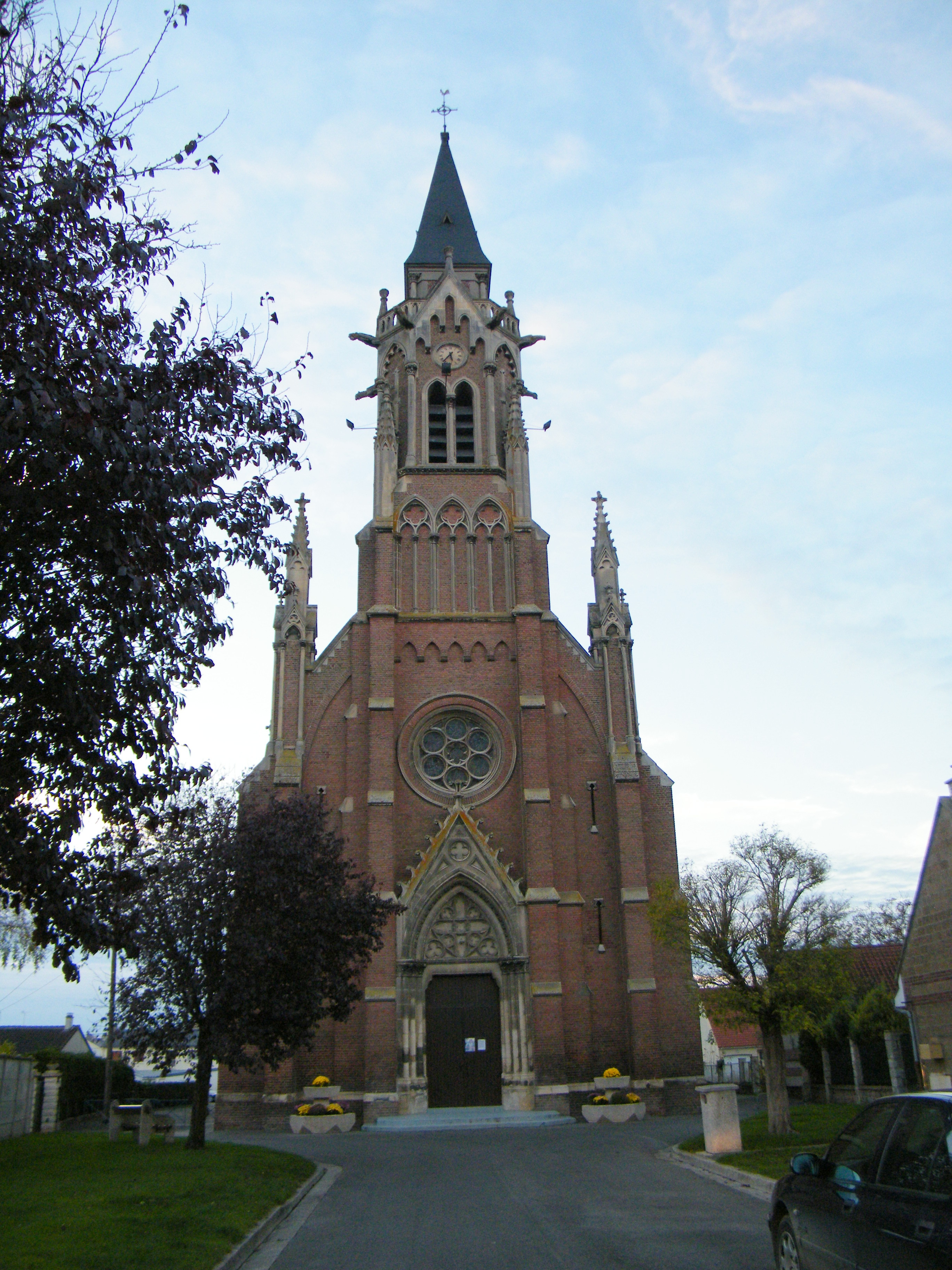
Pfarrkirche Saint-Fuscien
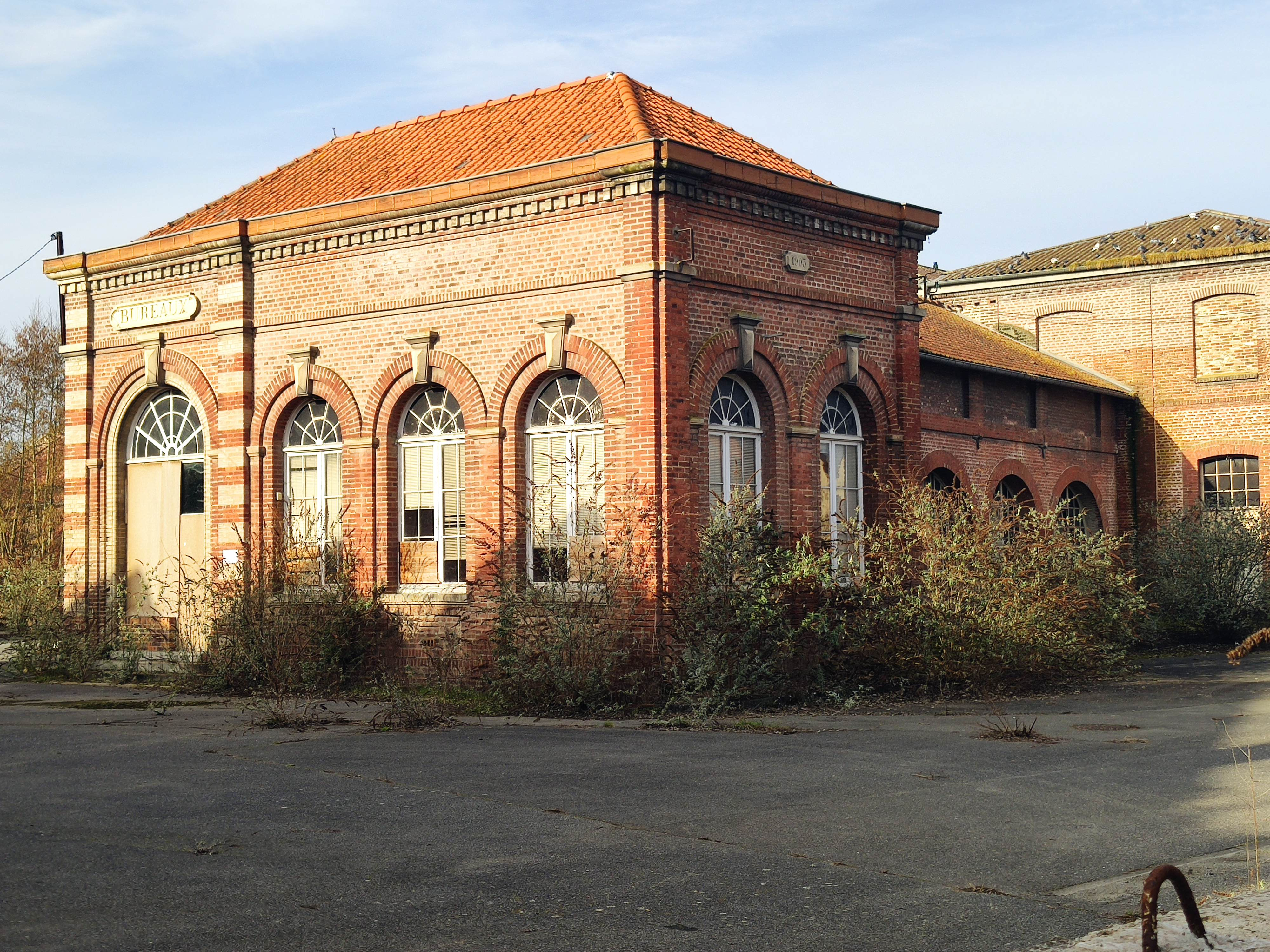
Ehemalige Spinnerei Cosserat
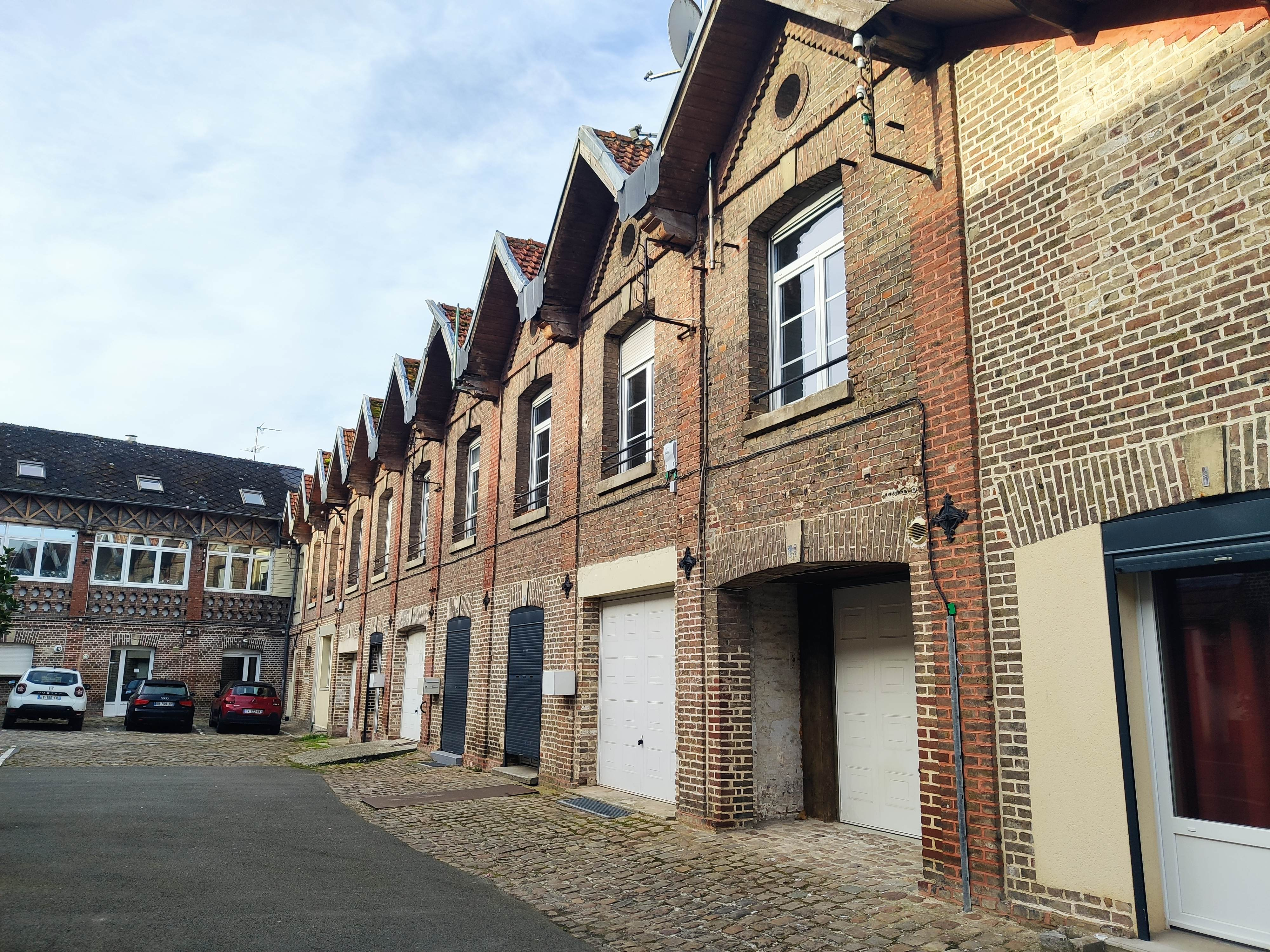
Ehemalige Spinnerei Poiret-Trépagne

## Persönlichkeiten
- Numa Auguez (1847–1903), Opernsänger und Gesangslehrer, hier geboren.